# دوريس أردن
دوريس أردن (بالألمانية: Doris Arden)‏ هي ممثلة ألمانية، ولدت في 1946 في تروستبرغ في ألمانيا.

## وصلات خارجية
- دوريس أردن على موقع IMDb (الإنجليزية)
- دوريس أردن على موقع ألو سيني (الفرنسية)
- دوريس أردن على موقع أول موفي (الإنجليزية)
- دوريس أردن على موقع قاعدة بيانات الفيلم (الإنجليزية)
- دوريس أردن على موقع كينوبويسك (الروسية)